# Fogou von Halligye

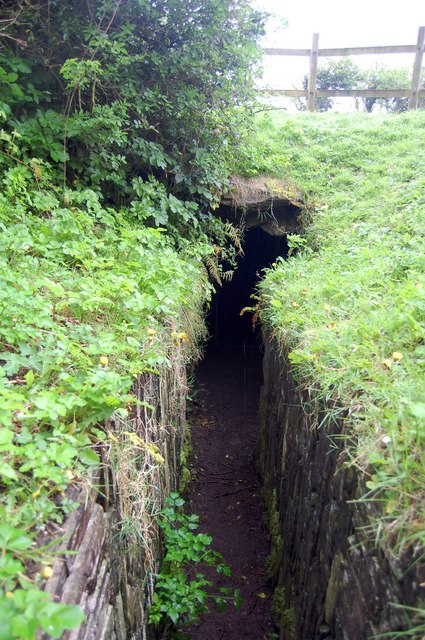
Gang zum Fogou

Das Fogou von Halligye ist ein eisenzeitliches Souterrain auf dem Trelowarren Estate auf der Halbinsel The Lizard im Süden von Cornwall, 6,4 Kilometer südöstlich von Helston in England.
Wie andere Souterrains – in Cornwall und Wales Fogou genannt, die auf den Britischen Inseln einschließlich Irland und in anderen Ländern gefunden wurden, handelt es sich um ein eisenzeitliches System unterirdischer Gänge, Kammern und Nischen. Halligye ist eines der längsten und am besten bewahrten Fogous. Bei Souterrains wird grundsätzlich zwischen „rock-cut“, „earth-cut“, „stone built“ und „mixed“ Souterrains unterschieden.
In Halligye formen zwei etwa zwei Meter hohe Gänge aus Steinen (stone built), einer davon etwa 20,0 Meter lang und gerade, der andere 28 Meter lang und bananenförmig gebogen und mit einer seitlichen Endkammer versehen, zusammen in etwa die Form eines „T“. Das Fogou lag ursprünglich unter einem Gebäude, das lange verschwunden ist. Die Wände bestehen teilweise, die drei Portale und die Decke vollständig aus Megalithen und Steinplatten. Der heutige Eingang am Südende des Hauptganges ist neuzeitlich.
Das Fogou ist zwischen dem 1. Oktober und dem 31. Mai geschlossen, um Störungen des Winterschlafes der Fledermäuse zu vermeiden.